# دانشگاه پامیر
دانشگاه پامیر (به لاتین: Pamir University) یک دانشگاه در افغانستان است که در خوست واقع شده‌است.